# Лосьма
Лосьма — река в России, протекает по Себежскому району Псковской области. Длина реки составляет 25 км, площадь водосборного бассейна 162 км².
Вытекает из северной оконечности озера Дошерово, далее течёт в общем северо-западном направлении по лесам и через деревни Мельница и Байдаково. В низовьях протекает через крупный болотный массив, поросший сосной и берёзой. Устье реки находится в 135 км по правому берегу реки Иссы.

## Данные водного реестра
По данным государственного водного реестра России относится к Балтийскому бассейновому округу, водохозяйственный участок реки — Великая. Относится к речному бассейну реки Нарва (российская часть бассейна).
Код объекта в государственном водном реестре — 01030000112102000027956.